# André Guy
André Guy (Bourg-en-Bresse, 3 marzo 1941) è un ex calciatore francese, di ruolo attaccante.

## Carriera
Giocò in Division 1 con Sochaux, Saint-Etienne, Lille, Lione e Rennes. Vinse il campionato nel 1964 ed il titolo di capocannoniere nel 1969, oltre ad una Coppa di Francia nel 1971.

## Palmarès

### Club
- Campionato francese: 1

Saint-Étienne: 1963-1964
- Coppa di Francia: 1

Rennes: 1970-1971

### Individuale
- Capocannoniere della Ligue 1: 1

1968-1969 (25 gol)